# Ronald Tétrault
Ronald Tétrault, né le 16 juin 1936 à Val-d'Or, est un homme d'affaires et homme politique québécois. Il est député à l'Assemblée nationale du Québec pour la circonscription d'Abitibi-Est de 1970 à 1973 sous la bannière du Ralliement créditiste.
Il est le candidat libéral lors des élections fédérales de 1979 mais ne parvient pas à être élu.

## Biographie
Ronald Tétrault a d'abord travaillé pour une entreprise de nettoyage, puis pour une compagnie de fonds mutuels. Il a ensuite été gérant de production de Nettoyeur Sigma à Val-d'Or. Il a également été président et propriétaire des entreprises Prospérité, à compter de 1962, et de l'agence de voyages Brunet à Val-d'Or. Il est directeur du bureau de comté de Raymond Savoie à compter de 1989. 
De 1976 à 1980, ainsi que de 1992 à 2000, il est maire de Val-d'Or. Il est directeur général du Ralliement créditiste pour le Nord-Ouest du Québec en 1968 et en 1969 avant d'être élu député de cette formation politique à l'Assemblée nationale dans Abitibi-Est en 1970. Il est défait en 1973. Il se porte candidat dans la circonscription d'Abitibi aux élections fédérales de 1979 avec le Parti libéral du Canada, mais n'est pas élu.

## Résultats électoraux
|                         | Nom                     | Parti politique         | Voix   | %       | Majorité |
| ----------------------- | ----------------------- | ----------------------- | ------ | ------- | -------- |
|                         | Armand Caouette         | Crédit social           | 21 387 | 45,37 % | 5 690    |
|                         | Ronald Tétrault         | Libéral                 | 15 697 | 33,3 %  |          |
|                         | Jean-Jacques Martel     | P.-C.                   | 5 652  | 11,99 % |          |
|                         | Doris St-Pierre         | Parti Rhinocéros        | 1 425  | 3,02 %  |          |
|                         | Maurice Vaney           | NPD                     | 1 420  | 3,01 %  |          |
|                         | Zebedee Nungak          | Indépendant             | 986    | 2,09 %  |          |
|                         | Judith Desjardins       | Union populaire         | 344    | 0,73 %  |          |
|                         | Jean Létourneau         | Marxiste-léniniste      | 233    | 0,49 %  |          |
| Total des votes valides | Total des votes valides | Total des votes valides | 47 144 | 100 %   |          |

|                                                                                               | Nom                       | Parti           | Nombre de voix | %      | Maj.  |
| --------------------------------------------------------------------------------------------- | ------------------------- | --------------- | -------------- | ------ | ----- |
|                                                                                               | Roger Houde               | Libéral         | 12 696         | 50,8 % | 6 657 |
|                                                                                               | Ronald Tétrault (sortant) | Créditiste      | 6 039          | 24,1 % | -     |
|                                                                                               | Antonio Bruno             | Parti québécois | 5 726          | 22,9 % | -     |
|                                                                                               | Wilbrod Simon dit Ayotte  | Union nationale | 343            | 1,4 %  | -     |
|                                                                                               | Harry Budnick             | Indépendant     | 212            | 0,8 %  | -     |
| Total                                                                                         | Total                     | Total           | 25 016         | 100 %  |       |
| Le taux de participation lors de l'élection était de 65,4 % et 408 bulletins ont été rejetés. |                           |                 |                |        |       |

|       | Nom                  | Parti                 | Nombre de voix | %      | Maj.  |
| ----- | -------------------- | --------------------- | -------------- | ------ | ----- |
|       | Ronald Tétrault      | Ralliement créditiste | 15 151         | 43,1 % | 4 320 |
|       | Roger Houde          | Libéral               | 10 831         | 30,8 % | -     |
|       | Jean-Charles Lejeune | Parti québécois       | 4 937          | 14 %   | -     |
|       | Réjean Hamel         | Union nationale       | 4 224          | 12 %   | -     |
| Total | Total                | Total                 | 35 143         | 100 %  |       |